# Lukașivka, Velîka Pîsarivka
Lukașivka (în ucraineană Лукашівка) este un sat în comuna Dmîtrivka din raionul Velîka Pîsarivka, regiunea Sumî, Ucraina.

## Demografie
Componența lingvistică a localității Lukașivka
     Ucraineană (79,55%)
     Rusă (20,45%)
Conform recensământului din 2001, majoritatea populației localității Lukașivka era vorbitoare de ucraineană (79,55%), existând în minoritate și vorbitori de rusă (20,45%).